# Società Sportiva Calcio Napoli 2018-2019
Questa voce raccoglie le informazioni riguardanti la Società Sportiva Calcio Napoli nelle competizioni ufficiali della stagione 2018-2019.

## Stagione
Dopo la conclusione del torneo 2017-18, il Napoli ingaggia Carlo Ancelotti per la panchina. L'ex tecnico del Milan viene chiamato in sostituzione di Sarri che, dopo un triennio all'ombra del Vesuvio, si trasferisce al Chelsea. Il debutto casalingo del nuovo allenatore, dopo una vittoria in casa della Lazio, avviene proprio contro i rossoneri: la gara si risolve con un'altra affermazione dei campani, per 3-2. In linea con gli anni precedenti, il campionato individua negli azzurri la principale concorrente della Juventus: pur non riuscendo a mantenere lo stesso ritmo dei bianconeri, da cui vengono battuti nello scontro diretto, i partenopei non incontrano ostacoli di caratura. A stagione in corso si consuma l’addio, dopo ben 11 anni e mezzo, con il capitano Marek Hamsik, detentore del record di presenze e reti del club partenopeo: al termine della gara interna contro la Sampdoria, il centrocampista slovacco, già da tempo fuori dai piani del tecnico emiliano, saluta i suoi per trasferirsi nel campionato cinese, causando un periodo di calo nella prima parte del girone di ritorno, con sedici punti nelle prime nove partite del girone, frutto di quattro pareggi, quattro vittorie e una sconfitta. La squadra ben si comporta anche in Champions League, malgrado un girone che vede la presenza di Liverpool e Paris Saint-Germain: uscito indenne dal confronto con i francesi, il Napoli fallisce la qualificazione all'ultima giornata perdendo sul campo dei Reds. Il terzo posto nel raggruppamento consente la partecipazione all'Europa League, mentre in Coppa Italia la compagine vesuviana è eliminata dal Milan.. Nella manifestazione europea "minore", il Napoli estromette dapprima lo Zurigo ai sedicesimi e successivamente il Salisburgo agli ottavi, giungendo così ai quarti di finale dopo quattro anni, affrontando l'Arsenal, ma viene sconfitto per 2-0 a Londra e per 0-1 in casa. In campionato, è un'altra sconfitta con la Juventus – ormai lanciata verso l'ottavo tricolore consecutivo – a tranciare i sogni di rimonta; la squadra riesce comunque ad assicurarsi in anticipo il secondo posto, mantenuto sino al termine del torneo.

## Divise e sponsor
La Kappa fornisce il materiale tecnico per la quarta stagione consecutiva. Tre gli sponsor che compaiono sulle divise partenopee: allo sponsor principale Acqua Lete, giunto alla quattordicesima stagione da partner ufficiale degli azzurri, si affiancano per il quinto anno consecutivo il marchio Pasta Garofalo e, sulla parte posteriore della maglia, il marchio Kimbo per la terza stagione di fila. Questa disposizione sussiste esclusivamente nelle gare di campionato, poiché nelle competizioni internazionali è consentito esibire un solo sponsor sulla maglia.
| Casa | Trasferta | Terza divisa | 1ª Europa | 2ª Europa | 3ª Europa |

## Organigramma societario
Area direttiva
- Presidente: Aurelio De Laurentiis
- Vicepresidente: Jacqueline De Laurentiis
- Vicepresidente: Edoardo De Laurentiis
- Consigliere Delegato: Andrea Chiavelli

Area organizzativa
- Direttore Amministrativo: Laura Belli
- Direttore Processi Amministrativi e Compliance: Antonio Saracino
- Segretario: Alberto Vallefuoco

Area Marketing
- HeadEAD Of Operations, Sales & Marketing: Alessandro Formisano

Area Comunicazione
- Dir. Area Comunicazione: Nicola Lombardo
- Addetto Stampa: Guido Baldari

Area Tecnica
- Direttore Sportivo: Cristiano Giuntoli
- Team Manager: Giovanni Paolo De Matteis
- Allenatore: Carlo Ancelotti
- Vice allenatore: Davide Ancelotti
- Preparatore atletico e collaboratore tecnico: Francesco Mauri
- Preparatore atletico: Manuel Morabito
- Collaboratore tecnico e match analyst: Simone Montanaro
- Analisi gps e dati fisici gara: Luca Carlo Guerra
- Supervisore dei rapporti staff tecnico/medico/squadra: Beniamino Fulco
- Preparatori dei portieri: Alessandro Nista e Roberto Perrone

Area Medica
- Responsabile Staff Medico: dottor Alfonso De Nicola

## Rosa
Rosa e numerazione aggiornate al 29 gennaio 2019.
| N. |                       | Ruolo | Calciatore                          |
| -- | --------------------- | ----- | ----------------------------------- |
| 1  | Italia (bandiera)     | P     | Alex Meret                          |
| 2  | Francia (bandiera)    | D     | Kévin Malcuit                       |
| 5  | Brasile (bandiera)    | C     | Allan                               |
| 6  | Portogallo (bandiera) | D     | Mário Rui                           |
| 7  | Spagna (bandiera)     | A     | José María Callejón (vice capitano) |
| 8  | Spagna (bandiera)     | C     | Fabián Ruiz                         |
| 9  | Italia (bandiera)     | A     | Simone Verdi                        |
| 11 | Algeria (bandiera)    | A     | Adam Ounas                          |
| 13 | Italia (bandiera)     | D     | Sebastiano Luperto                  |
| 14 | Belgio (bandiera)     | A     | Dries Mertens                       |
| 17 | Slovacchia (bandiera) | C     | Marek Hamšík (capitano)             |
| 18 | Italia (bandiera)     | A     | Gianluca Gaetano                    |
| 19 | Serbia (bandiera)     | D     | Nikola Maksimović                   |

| N. |                     | Ruolo | Calciatore                 |
| -- | ------------------- | ----- | -------------------------- |
| 20 | Polonia (bandiera)  | C     | Piotr Zieliński            |
| 21 | Romania (bandiera)  | D     | Vlad Chiricheș             |
| 23 | Albania (bandiera)  | D     | Elseid Hysaj               |
| 24 | Italia (bandiera)   | A     | Lorenzo Insigne (capitano) |
| 25 | Colombia (bandiera) | P     | David Ospina               |
| 26 | Senegal (bandiera)  | D     | Kalidou Koulibaly          |
| 27 | Grecia (bandiera)   | P     | Orestīs Karnezīs           |
| 30 | Croazia (bandiera)  | C     | Marko Rog                  |
| 31 | Algeria (bandiera)  | D     | Faouzi Ghoulam             |
| 33 | Spagna (bandiera)   | D     | Raúl Albiol                |
| 34 | Germania (bandiera) | A     | Amin Younes                |
| 42 | Guinea (bandiera)   | C     | Amadou Diawara             |
| 99 | Polonia (bandiera)  | A     | Arkadiusz Milik            |

## Calciomercato

### Sessione estiva(dal 1/7 al 18/8)
| Acquisti         | Acquisti           | Acquisti       | Acquisti                                         |
| R.               | Nome               | da             | Modalità                                         |
| ---------------- | ------------------ | -------------- | ------------------------------------------------ |
| P                | Orestīs Karnezīs   | Udinese        | prestito con obbligo di riscatto                 |
| P                | Alex Meret         | Udinese        | prestito con obbligo di riscatto (25 milioni €)  |
| P                | David Ospina       | Arsenal        | prestito con diritto di riscatto (5,6 milioni €) |
| D                | Sebastiano Luperto | Empoli         | fine prestito                                    |
| D                | Nikola Maksimović  | Spartak Mosca  | fine prestito                                    |
| D                | Kévin Malcuit      | Lilla          | definitivo (11,5 milioni €)                      |
| C                | Fabián Ruiz        | Betis          | definitivo (30,08 milioni €)                     |
| A                | Simone Verdi       | Bologna        | definitivo                                       |
| A                | Amin Younes        |                | svincolato                                       |
| Altre operazioni |                    |                |                                                  |
| R.               | Nome               | da             | Modalità                                         |
| P                | Nikita Contini     | Pontedera      | fine prestito                                    |
| D                | Davide Marfella    | Vis Pesaro     | fine prestito                                    |
| D                | Armando Anastasio  | Parma          | fine prestito                                    |
| D                | Igor Łasicki       | Wisła Płock    | fine prestito                                    |
| D                | Mário Rui          | Roma           | riscatto, definitivo (5,5 milioni €)             |
| C                | Amato Ciciretti    |                | svincolato                                       |
| C                | Alberto Grassi     | SPAL           | fine prestito                                    |
| C                | Luca Palmiero      | Cosenza        | fine prestito                                    |
| C                | Antonio Romano     | Casertana      | fine prestito                                    |
| A                | Alfredo Bifulco    | Pro Vercelli   | fine prestito                                    |
| A                | Roberto Inglese    | Chievo         | fine prestito                                    |
| A                | Roberto Insigne    | Parma          | fine prestito                                    |
| A                | Luigi Liguori      | Fidelis Andria | fine prestito                                    |
| A                | Antonio Negro      | Paganese       | fine prestito                                    |
| A                | Gennaro Tutino     | Cosenza        | fine prestito                                    |
| A                | Carlos Vinícius    | Real SC        | definitivo                                       |

| Cessioni         | Cessioni                 | Cessioni         | Cessioni                                          |
| R.               | Nome                     | a                | Modalità                                          |
| ---------------- | ------------------------ | ---------------- | ------------------------------------------------- |
| P                | Rafael Cabral            |                  | svincolato                                        |
| P                | Pepe Reina               |                  | svincolato                                        |
| P                | Luigi Sepe               | Parma            | prestito con diritto di riscatto e controriscatto |
| D                | Christian Maggio         |                  | svincolato                                        |
| D                | Hrvoje Milić             |                  | svincolato                                        |
| D                | Lorenzo Tonelli          | Sampdoria        | prestito con obbligo di riscatto                  |
| C                | Jorginho                 | Chelsea          | definitivo (59,7 milioni €)                       |
| C                | Zinédine Machach         | Carpi            | prestito                                          |
| A                | Leandrinho               | Atlético Mineiro | prestito                                          |
| Altre operazioni |                          |                  |                                                   |
| R.               | Nome                     | da               | Modalità                                          |
| P                | Nikita Contini           | Siena            | prestito                                          |
| P                | Davide Marfella          | Bari             | prestito                                          |
| P                | Maurizio Schaeper        | Viterbese        | prestito                                          |
| D                | Armando Anastasio        | Cosenza          | prestito                                          |
| D                | Luigi D'Ignazio          | Bari             | prestito                                          |
| D                | Igor Łasicki             | Wisła Płock      | prestito                                          |
| D                | Pio Schiavi              | Juve Stabia      | prestito                                          |
| C                | Diego Acunzo             | Gozzano          | prestito                                          |
| C                | Amato Ciciretti          | Parma            | prestito                                          |
| C                | Jacopo Dezi              | Parma            | riscatto, definitivo                              |
| C                | Emanuele Giaccherini     | Chievo           | riscatto, definitivo                              |
| C                | Alberto Grassi           | Parma            | prestito                                          |
| C                | Umberto Otranto          | Viterbese        | prestito                                          |
| C                | Luca Palmiero            | Cosenza          | prestito                                          |
| C                | Mario Francesco Prezioso | Vibonese         | prestito                                          |
| C                | Antonio Romano           | Casertana        | prestito                                          |
| A                | Alfredo Bifulco          | Ternana          | prestito                                          |
| A                | Roberto Inglese          | Parma            | prestito con diritto di riscatto e controriscatto |
| A                | Roberto Insigne          | Benevento        | prestito con diritto di riscatto e controriscatto |
| A                | Luigi Liguori            | Bari             | prestito                                          |
| A                | Leonardo Pavoletti       | Cagliari         | riscatto, definitivo                              |
| A                | Raffaele Russo           | Albissola        | prestito                                          |
| A                | Gennaro Tutino           | Cosenza          | prestito                                          |
| A                | Carlos Vinícius          | Rio Ave          | prestito                                          |
| A                | Duván Zapata             | Sampdoria        | riscatto, definitivo                              |
| A                | Alessio Zerbin           | Viterbese        | prestito                                          |

### Sessione invernale(dal 3/01 al 31/01)
| Acquisti         | Acquisti          | Acquisti         | Acquisti             |
| R.               | Nome              | da               | Modalità             |
| Altre operazioni | Altre operazioni  | Altre operazioni | Altre operazioni     |
| R.               | Nome              | da               | Modalità             |
| ---------------- | ----------------- | ---------------- | -------------------- |
| D                | Armando Anastasio | Cosenza          | risoluzione prestito |
| D                | Luigi D'Ignazio   | Bari             | risoluzione prestito |
| C                | Zinédine Machach  | Carpi            | risoluzione prestito |
| C                | Umberto Otranto   | Viterbese        | risoluzione prestito |
| A                | Amato Ciciretti   | Parma            | risoluzione prestito |
| A                | Carlos Vinícius   | Rio Ave          | risoluzione prestito |

| Cessioni         | Cessioni          | Cessioni       | Cessioni                    |
| R.               | Nome              | a              | Modalità                    |
| ---------------- | ----------------- | -------------- | --------------------------- |
| C                | Marek Hamšík      | Dalian Yifang  | definitivo (19,9 milioni €) |
| C                | Marko Rog         | Siviglia       | prestito                    |
| Altre operazioni |                   |                |                             |
| R.               | Nome              | da             | Modalità                    |
| D                | Armando Anastasio | Monza          | prestito                    |
| D                | Luigi D'Ignazio   | Sambenedettese | prestito                    |
| C                | Zinédine Machach  | Crotone        | prestito                    |
| C                | Umberto Otranto   | Fermana        | prestito                    |
| A                | Amato Ciciretti   | Ascoli         | prestito                    |
| A                | Carlos Vinícius   | Monaco         | prestito                    |

## Risultati

### Serie A

#### Girone di andata
| Arbitro: | Banti (Livorno) |

|              |           |                            |
| Immobile 25’ | Marcatori | 45+2’ Milik 59’ L. Insigne |

| Arbitro: | Valeri (Roma) |

|                                |           |                              |
| Zieliński 53’, 67’ Mertens 80’ | Marcatori | 15’ Bonaventura 49’ Calabria |

| Arbitro: | Massa (Imperia) |

|                                  |           |  |
| Defrel 11’, 32’ Quagliarella 75’ | Marcatori |  |

| Arbitro: | Fabbri (Ravenna) |

|                |           |  |
| L. Insigne 79’ | Marcatori |  |

| Arbitro: | Irrati (Pistoia) |

|                    |           |                              |
| Belotti 51’ (rig.) | Marcatori | 4’, 59’ L. Insigne 20’ Verdi |

| Arbitro: | Doveri (Roma) |

|                              |           |  |
| L. Insigne 4’ Milik 47’, 85’ | Marcatori |  |

| Arbitro: | Banti (Livorno) |

|                                |           |             |
| Mandzukic 26’, 49’ Bonucci 76’ | Marcatori | 10’ Mertens |

| Arbitro: | Di Bello (Brindisi) |

|                         |           |  |
| Ounas 3’ L. Insigne 72’ | Marcatori |  |

| Arbitro: | Mariani (Aprilia) |

|  |           |                                       |
|  | Marcatori | 14’ Fabián 82’ (rig.) Mertens 86’ Rog |

| Arbitro: | Massa (Imperia) |

|             |           |                 |
| Mertens 90’ | Marcatori | 14’ El Shaarawy |

| Arbitro: | Pairetto (Nichelino) |

|                                                 |           |            |
| L. Insigne 9’ Mertens 38’, 64’, 90+3’ Milik 90’ | Marcatori | 58’ Caputo |

| Arbitro: | Abisso (Palermo) |

|            |           |                                |
| Kouamé 20’ | Marcatori | 62’ Fabián 86’ (aut.) Biraschi |

| Napoli 25 novembre 2018, ore 15:00 CET 13ª giornata | Napoli          | 0 – 0 referto | Chievo | Stadio San Paolo (44 408 spett.)\| Arbitro: \| Chiffi (Padova) \| |
| Arbitro:                                            | Chiffi (Padova) |               |        |                                                                   |

| Arbitro: | Giacomelli (Trieste) |

|               |           |                     |
| D. Zapata 56’ | Marcatori | 2’ Fabián 85’ Milik |

| Arbitro: | Manganiello (Pinerolo) |

|                                       |           |  |
| Zieliński 7’ Ounas 40’ Milik 68’, 84’ | Marcatori |  |

| Arbitro: | Doveri (Roma) |

|  |           |             |
|  | Marcatori | 90+1’ Milik |

| Arbitro: | La Penna (Roma) |

|              |           |  |
| Albiol 45+1’ | Marcatori |  |

| Arbitro: | Mazzoleni (Bergamo) |

|                |           |  |
| Martinez 90+1’ | Marcatori |  |

| Arbitro: | Calvarese (Teramo) |

|                            |           |                          |
| Milik 16’, 51’ Mertens 88’ | Marcatori | 37’ Santander 80’ Danilo |

#### Girone di ritorno
| Arbitro: | Rocchi (Firenze) |

|                        |           |              |
| Callejón 34’ Milik 37’ | Marcatori | 65’ Immobile |

| Milano 26 gennaio 2019, ore 20:30 CET 21ª giornata | Milan         | 0 – 0 referto | Napoli | Stadio Giuseppe Meazza (56 729 spett.)\| Arbitro: \| Doveri (Roma) \| |
| Arbitro:                                           | Doveri (Roma) |               |        |                                                                       |

| Arbitro: | Pairetto (Torino) |

|                                           |           |  |
| Milik 25’ L. Insigne 26’ Verdi 90’ (rig.) | Marcatori |  |

| Firenze 9 febbraio 2019, ore 18:00 CET 23ª giornata | Fiorentina         | 0 – 0 referto | Napoli | Stadio Artemio Franchi (29 377 spett.)\| Arbitro: \| Calvarese (Teramo) \| |
| Arbitro:                                            | Calvarese (Teramo) |               |        |                                                                            |

| Napoli 17 febbraio 2019, ore 20:30 CET 24ª giornata | Napoli           | 0 – 0 referto | Torino | Stadio San Paolo (21 830 spett.)\| Arbitro: \| Fabbri (Ravenna) \| |
| Arbitro:                                            | Fabbri (Ravenna) |               |        |                                                                    |

| Arbitro: | Chiffi (Padova) |

|  |           |                                        |
|  | Marcatori | 19’ Zieliński 36’, 73’ Milik 82’ Ounas |

| Arbitro: | Rocchi (Firenze) |

|              |           |                         |
| Callejón 61’ | Marcatori | 28’ Pjanić 39’ Emre Can |

| Arbitro: | Manganiello (Pinerolo) |

|             |           |                |
| Berardi 52’ | Marcatori | 86’ L. Insigne |

| Arbitro: | Valeri (Roma) |

|                                               |           |                        |
| Younes 17’ Callejón 26’ Milik 57’ Mertens 69’ | Marcatori | 30’ Lasagna 36’ Fofana |

| Arbitro: | Calvarese (Teramo) |

|                      |           |                                           |
| Perotti 45+4’ (rig.) | Marcatori | 2’ Milik 49’ Mertens 54’ Verdi 81’ Younes |

| Arbitro: | Doveri (Roma) |

|                           |           |               |
| Farias 28’ Di Lorenzo 52’ | Marcatori | 44’ Zieliński |

| Arbitro: | Pasqua (Tivoli) |

|             |           |               |
| Mertens 34’ | Marcatori | 45+3’ Lazović |

| Arbitro: | La Penna (Roma) |

|           |           |                              |
| Cesar 90’ | Marcatori | 15’, 81’ Koulibaly 64’ Milik |

| Arbitro: | Orsato (Schio) |

|             |           |                           |
| Mertens 28’ | Marcatori | 69’ D. Zapata 80’ Pašalić |

| Arbitro: | La Penna (Roma) |

|  |           |                        |
|  | Marcatori | 19’ Mertens 49’ Younes |

| Arbitro: | Chiffi (Padova) |

|                                     |           |               |
| Mertens 85’ L. Insigne 90+8’ (rig.) | Marcatori | 63’ Pavoletti |

| Arbitro: | Abbattista (Molfetta) |

|                    |           |                         |
| Petagna 84’ (rig.) | Marcatori | 49’ Allan 88’ Mário Rui |

| Arbitro: | Doveri (Roma) |

|                                           |           |                   |
| Zieliński 16’ Mertens 61’ Fabián 71’, 78’ | Marcatori | 81’ (rig.) Icardi |

| Arbitro: | Di Paolo (Avezzano) |

|                                 |           |                         |
| Santander 43’, 88’ Džemaili 45’ | Marcatori | 57’ Ghoulam 78’ Mertens |

### Coppa Italia

#### Fase finale
| Arbitro: | Chiffi (Padova) |

|                           |           |  |
| Milik 15’ Fabián Ruiz 74’ | Marcatori |  |

| Arbitro: | Giacomelli (Trieste) |

|                 |           |  |
| Piątek 10’, 27’ | Marcatori |  |

### UEFA Champions League

#### Fase a gironi
| Belgrado 18 settembre 2018, ore 21:00 CEST 1ª giornata | Stella Rossa | 0 – 0 referto | Napoli | Stadio Rajko Mitić (49 112 spett.)\| Arbitro: \| Marciniak \| |
| Arbitro:                                               | Marciniak    |               |        |                                                               |

| Arbitro: | Kassai |

|             |           |  |
| Insigne 90’ | Marcatori |  |

| Arbitro: | Zwayer |

|                                     |           |                         |
| Mário Rui 61’ (aut.) Di María 90+3’ | Marcatori | 29’ Insigne 77’ Mertens |

| Arbitro: | Kuipers |

|                    |           |              |
| Insigne 63’ (rig.) | Marcatori | 45+2’ Bernat |

| Arbitro: | Gil Manzano |

|                             |           |                   |
| Hamšík 11’ Mertens 33’, 52’ | Marcatori | 57’ Ben Nabouhane |

| Arbitro: | Skomina |

|           |           |  |
| Salah 34’ | Marcatori |  |

### UEFA Europa League

#### Fase a eliminazione diretta
| Arbitro: | Mažić |

|                    |           |                                        |
| Kololli 83’ (rig.) | Marcatori | 12’ Insigne 21’ Callejón 77’ Zielinski |

| Arbitro: | Sidiropoulos |

|                     |           |  |
| Verdi 43’ Ounas 75’ | Marcatori |  |

| Arbitro: | Kul'bakoŭ |

|                                       |           |  |
| Milik 10’ Ruiz 18’ Onguéné 58’ (aut.) | Marcatori |  |

| Arbitro: | del Cerro Grande |

|                                          |           |           |
| Dabour 25’ Gulbrandsen 65’ Leitgeb 90+2’ | Marcatori | 14’ Milik |

| Arbitro: | Undiano Mallenco |

|                                 |           |  |
| Ramsey 15’ Koulibaly 25’ (aut.) | Marcatori |  |

| Arbitro: | Hategan |

|  |           |               |
|  | Marcatori | 36’ Lacazette |

## Statistiche finali

### Statistiche di squadra
| Competizione          | Punti | In casa | In casa | In casa | In casa | In casa | In casa | In trasferta | In trasferta | In trasferta | In trasferta | In trasferta | In trasferta | Totale | Totale | Totale | Totale | Totale | Totale | DR  |
| Competizione          | Punti | G       | V       | N       | P       | Gf      | Gs      | G            | V            | N            | P            | Gf           | Gs           | G      | V      | N      | P      | Gf     | Gs     | DR  |
| --------------------- | ----- | ------- | ------- | ------- | ------- | ------- | ------- | ------------ | ------------ | ------------ | ------------ | ------------ | ------------ | ------ | ------ | ------ | ------ | ------ | ------ | --- |
| Serie A               | 79    | 19      | 13      | 4       | 2       | 41      | 16      | 19           | 11           | 3            | 5            | 33           | 20           | 38     | 24     | 7      | 7      | 74     | 36     | +38 |
| Coppa Italia          | -     | 1       | 1       | 0       | 0       | 2       | 0       | 1            | 0            | 0            | 1            | 0            | 2            | 2      | 1      | 0      | 1      | 2      | 2      | 0   |
| UEFA Champions League | 9     | 3       | 2       | 1       | 0       | 5       | 2       | 3            | 0            | 2            | 1            | 2            | 3            | 6      | 2      | 3      | 1      | 7      | 5      | +2  |
| UEFA Europa League    | -     | 3       | 2       | 0       | 1       | 5       | 1       | 3            | 1            | 0            | 2            | 4            | 6            | 6      | 3      | 0      | 3      | 9      | 7      | +2  |
| Totale                | -     | 26      | 18      | 5       | 3       | 53      | 19      | 26           | 12           | 5            | 9            | 39           | 31           | 52     | 30     | 10     | 12     | 92     | 50     | 42  |

### Andamento in campionato
| Giornata  | 1 | 2 | 3 | 4 | 5 | 6 | 7 | 8 | 9 | 10 | 11 | 12 | 13 | 14 | 15 | 16 | 17 | 18 | 19 | 20 | 21 | 22 | 23 | 24 | 25 | 26 | 27 | 28 | 29 | 30 | 31 | 32 | 33 | 34 | 35 | 36 | 37 | 38 |
| --------- | - | - | - | - | - | - | - | - | - | -- | -- | -- | -- | -- | -- | -- | -- | -- | -- | -- | -- | -- | -- | -- | -- | -- | -- | -- | -- | -- | -- | -- | -- | -- | -- | -- | -- | -- |
| Luogo     | T | C | T | C | T | C | T | C | T | C  | C  | T  | C  | T  | C  | T  | C  | T  | C  | C  | T  | C  | T  | C  | T  | C  | T  | C  | T  | T  | C  | T  | C  | T  | C  | T  | C  | T  |
| Risultato | V | V | P | V | V | V | P | V | V | N  | V  | V  | N  | V  | V  | V  | V  | P  | V  | V  | N  | V  | N  | N  | V  | P  | N  | V  | V  | P  | N  | V  | P  | V  | V  | V  | V  | P  |
| Posizione | 1 | 1 | 5 | 2 | 2 | 2 | 2 | 2 | 2 | 2  | 2  | 2  | 2  | 2  | 2  | 2  | 2  | 2  | 2  | 2  | 2  | 2  | 2  | 2  | 2  | 2  | 2  | 2  | 2  | 2  | 2  | 2  | 2  | 2  | 2  | 2  | 2  | 2  |

Fonte:  Serie A – Classifiche, su sport.sky.it, Sky Sport. URL consultato il 22 luglio 2018 (archiviato dall'url originale l'11 settembre 2014).
Legenda:

Luogo: C = Casa; T = Trasferta. Risultato: V = Vittoria; N = Pareggio; P = Sconfitta.

### Statistiche dei giocatori
In corsivo i giocatori ceduti a stagione in corso.
| Giocatore      | Serie A  | Serie A | Serie A     | Serie A    | Coppa Italia | Coppa Italia | Coppa Italia | Coppa Italia | Champions League | Champions League | Champions League | Champions League | Europa League | Europa League | Europa League | Europa League | Totale   | Totale | Totale      | Totale     |
| Giocatore      | Presenze | Reti    | Ammonizioni | Espulsioni | Presenze     | Reti         | Ammonizioni  | Espulsioni   | Presenze         | Reti             | Ammonizioni      | Espulsioni       | Presenze      | Reti          | Ammonizioni   | Espulsioni    | Presenze | Reti   | Ammonizioni | Espulsioni |
| -------------- | -------- | ------- | ----------- | ---------- | ------------ | ------------ | ------------ | ------------ | ---------------- | ---------------- | ---------------- | ---------------- | ------------- | ------------- | ------------- | ------------- | -------- | ------ | ----------- | ---------- |
| R. Albiol      | 20       | 1       | 4           | 0          | 0            | 0            | 0            | 0            | 6                | 0                | 1                | 0                | 0             | 0             | 0             | 0             | 26       | 1      | 5           | 0          |
| Allan          | 33       | 1       | 10          | 0          | 2            | 0            | 0            | 0            | 6                | 0                | 1                | 0                | 6             | 0             | 0             | 0             | 47       | 1      | 11          | 0          |
| J. M. Callejón | 34       | 3       | 1           | 0          | 2            | 0            | 0            | 0            | 6                | 0                | 1                | 0                | 5             | 1             | 1             | 0             | 47       | 4      | 3           | 0          |
| V. Chiricheș   | 3        | 0       | 0           | 0          | 0            | 0            | 0            | 0            | 0                | 0                | 0                | 0                | 3             | 0             | 1             | 0             | 6        | 0      | 1           | 0          |
| A. Diawara     | 13       | 0       | 4           | 0          | 2            | 0            | 0            | 0            | 0                | 0                | 0                | 0                | 4             | 0             | 1             | 0             | 19       | 0      | 5           | 0          |
| Fabián Ruiz    | 27       | 5       | 2           | 1          | 2            | 1            | 0            | 0            | 6                | 0                | 1                | 0                | 5             | 1             | 0             | 0             | 40       | 7      | 3           | 1          |
| G. Gaetano     | 2        | 0       | 0           | 0          | 1            | 0            | 0            | 0            | 0                | 0                | 0                | 0                | 0             | 0             | 0             | 0             | 3        | 0      | 0           | 0          |
| F. Ghoulam     | 16       | 1       | 2           | 0          | 1            | 0            | 0            | 0            | 1                | 0                | 0                | 0                | 3             | 0             | 1             | 0             | 21       | 1      | 3           | 0          |
| M. Hamšík      | 13       | 0       | 1           | 0          | 0            | 0            | 0            | 0            | 6                | 1                | 0                | 0                | 0             | 0             | 0             | 0             | 19       | 1      | 1           | 0          |
| E. Hysaj       | 27       | 0       | 4           | 0          | 1            | 0            | 0            | 0            | 3                | 0                | 1                | 0                | 4             | 0             | 1             | 0             | 35       | 0      | 6           | 0          |
| L. Insigne     | 28       | 10      | 6           | 1          | 2            | 0            | 0            | 0            | 6                | 3                | 0                | 0                | 5             | 1             | 1             | 0             | 41       | 14     | 7           | 1          |
| O. Karnezīs    | 9        | -7      | 0           | 0          | 0            | 0            | 0            | 0            | 0                | 0                | 0                | 0                | 0             | 0             | 0             | 0             | 9        | -7     | 0           | 0          |
| K. Koulibaly   | 35       | 2       | 10          | 1          | 2            | 0            | 1            | 0            | 6                | 0                | 2                | 0                | 5             | 0             | 1             | 0             | 48       | 2      | 14          | 1          |
| S. Luperto     | 12       | 0       | 0           | 0          | 0            | 0            | 0            | 0            | 0                | 0                | 0                | 0                | 3             | 0             | 0             | 0             | 15       | 0      | 0           | 0          |
| N. Maksimović  | 17       | 0       | 5           | 0          | 2            | 0            | 1            | 0            | 5                | 0                | 1                | 0                | 4             | 0             | 2             | 0             | 28       | 0      | 9           | 0          |
| K. Malcuit     | 24       | 0       | 2           | 0          | 1            | 0            | 1            | 0            | 0                | 0                | 0                | 0                | 2             | 0             | 0             | 0             | 27       | 0      | 3           | 0          |
| Mário Rui      | 20       | 1       | 4           | 1          | 1            | 0            | 1            | 0            | 6                | 0                | 2                | 0                | 4             | 0             | 0             | 0             | 31       | 1      | 7           | 1          |
| A. Meret       | 14       | -9      | 0           | 1          | 1            | -2           | 0            | 0            | 0                | 0                | 0                | 0                | 6             | -7            | 0             | 0             | 21       | -18    | 0           | 1          |
| D. Mertens     | 35       | 16      | 1           | 0          | 1            | 0            | 0            | 0            | 6                | 3                | 1                | 0                | 5             | 0             | 0             | 0             | 47       | 19     | 2           | 0          |
| A. Milik       | 35       | 17      | 4           | 0          | 2            | 1            | 1            | 0            | 4                | 0                | 1                | 0                | 6             | 2             | 1             | 0             | 47       | 20     | 7           | 0          |
| D. Ospina      | 17       | -20     | 0           | 0          | 1            | -0           | 0            | 0            | 6                | -5               | 1                | 0                | 0             | 0             | 0             | 0             | 24       | -25    | 1           | 0          |
| A. Ounas       | 18       | 3       | 0           | 0          | 2            | 0            | 1            | 0            | 2                | 0                | 0                | 0                | 4             | 1             | 1             | 0             | 26       | 4      | 2           | 0          |
| M. Rog         | 9        | 1       | 3           | 0          | 0            | 0            | 0            | 0            | 2                | 0                | 0                | 0                | 0             | 0             | 0             | 0             | 11       | 1      | 3           | 0          |
| S. Verdi       | 22       | 3       | 0           | 0          | 0            | 0            | 0            | 0            | 1                | 0                | 0                | 0                | 1             | 1             | 0             | 0             | 24       | 4      | 0           | 0          |
| A. Younes      | 12       | 3       | 1           | 0          | 1            | 0            | 0            | 0            | 0                | 0                | 0                | 0                | 3             | 0             | 0             | 0             | 16       | 3      | 1           | 0          |
| P. Zieliński   | 36       | 6       | 6           | 0          | 1            | 0            | 0            | 0            | 6                | 0                | 0                | 0                | 6             | 1             | 0             | 0             | 49       | 7      | 6           | 0          |